# الاعفاءات الضريبية للطبقات للمعاقين والعاجزين والفقراء
تنقسم اعفاءاتضريبة فقراء وذوي الإعاقة حسب طبيعتها الى نوعين :
الاول : الإعفاءات الاجتماعية الاجتماعية لذوي الاعاقة هي مجموعة من التسهيلات التي تقدمها الحكومات أو المؤسسات لدعم الأشخاص ذوي الإعاقة. تهدف هذه الإعفاءات إلى تحسين نوعية حياة هؤلاء الأفراد وتيسير اندماجهم في المجتمع.ومن الامثلة على ذلك (الاعفاء التعليمي والصحي واعفاء استخدام المرافق العامة الى ما ذلك ).
اما الثاني :الإعفاءات الاقتصادية الاقتصادية لذوي الإعاقة هي مجموعة من التدابير والتسهيلات التي تهدف إلى دعم الأشخاص ذوي الإعاقة وتحسين أوضاعهم الاقتصادية. تشمل هذه الإعفاءات مجموعة متنوعة من البرامج والسياسات التي تساعد في تخفيف الأعباء المالية وتمكينهم من تحقيق الاستقلال المالي.ومن الامثلة على ذلك (اعفاء من رسوم الخدمات كالكهرباء والماء ، توفير القروض الميسرة واعفائها من الضرائب ، الى ما ذلك .